# دونيزيتي أوليفيرا
دونيزيتي أوليفيرا (بالبرتغالية: Donizete Oliveira‏) (مواليد 21 فبراير 1968) هو لاعب كرة قدم. يلعب مع منتخب البرازيل لكرة القدم منذ عام 1990.

## وصلات خارجية
- دونيزيتي أوليفيرا على موقع الاتحاد الأوربي (الإنجليزية)
- دونيزيتي أوليفيرا على موقع رابطة كرة القدم اليابانية للمحترفين (اليابانية)
- دونيزيتي أوليفيرا على موقع قاعدة بيانات كرة القدم.إي يو (الإنجليزية)
- دونيزيتي أوليفيرا على موقع ناشيونال فوتبول تيمز (الإنجليزية)
- دونيزيتي أوليفيرا على موقع Soccerway.com (الإنجليزية)
- دونيزيتي أوليفيرا على موقع عالم كرة القدم.نت (الإنجليزية)

- National Football Teams